# Tamiops swinhoei
La ardilla listada de Swinhoe (Tamiops swinhoei) es una especie de roedor de la familia Sciuridae.

## Distribución geográfica
Se encuentran en los montanos del centro y sur de China, norte de Birmania y norte de Vietnam.